# Magnus Ljungblad
Magnus Ljungblad (Göteborg, 20 de juny de 1974) va ser un ciclista suec, que fou professional entre el 1999 i el 2000.

## Palmarès
- 1997
  -  Campió de Suècia en relleu per equips
- 1999
  -  Campió de Suècia en relleu per equips
- 2000
  - 1r a la Scandinavian Open Road Race